# Idea bintanga
Idea bintanga är en fjärilsart som beskrevs av Van Eecke 1915. Idea bintanga ingår i släktet Idea och familjen praktfjärilar. Inga underarter finns listade i Catalogue of Life.